# FEZF1
FEZF1 (англ. FEZ family zinc finger 1) – білок, який кодується однойменним геном, розташованим у людей на короткому плечі 7-ї хромосоми. Довжина поліпептидного ланцюга білка становить 475 амінокислот, а молекулярна маса — 52 038.
| 10         |  | 20         |  | 30         |  | 40         |  | 50         |
| ---------- |  | ---------- |  | ---------- |  | ---------- |  | ---------- |
| MDSSCHNATT |  | KMLATAPARG |  | NMMSTSKPLA |  | FSIERIMART |  | PEPKALPVPH |
| FLQGALPKGE |  | PKHSLHLNSS |  | IPCMIPFVPV |  | AYDTSPKAGV |  | TGSEPRKASL |
| EAPAAPAAVP |  | SAPAFSCSDL |  | LNCALSLKGD |  | LARDALPLQQ |  | YKLVRPRVVN |
| HSSFHAMGAL |  | CYLNRGDGPC |  | HPAAGVNIHP |  | VASYFLSSPL |  | HPQPKTYLAE |
| RNKLVVPAVE |  | KYPSGVAFKD |  | LSQAQLQHYM |  | KESAQLLSEK |  | IAFKTSDFSR |
| GSPNAKPKVF |  | TCEVCGKVFN |  | AHYNLTRHMP |  | VHTGARPFVC |  | KVCGKGFRQA |
| STLCRHKIIH |  | TQEKPHKCNQ |  | CGKAFNRSST |  | LNTHTRIHAG |  | YKPFVCEFCG |
| KGFHQKGNYK |  | NHKLTHSGEK |  | QFKCNICNKA |  | FHQVYNLTFH |  | MHTHNDKKPF |
| TCPTCGKGFC |  | RNFDLKKHVR |  | KLHDSSLGLA |  | RTPAGEPGTE |  | PPPPLPQQPP |
| MTLPPLQPPL |  | PTPGPLQPGL |  | HQGHQ      |  |            |  |            |

A: Аланін

C: Цистеїн

D: Аспарагінова кислота

E: Глутамінова кислота

F: Фенілаланін

G: Гліцин

H: Гістидин

I: Ізолейцин

K: Лізин

L: Лейцин

M: Метіонін

N: Аспарагін

P: Пролін

Q: Глутамін

R: Аргінін

S: Серин

T: Треонін

V: Валін

Кодований геном білок за функціями належить до репресорів, білків розвитку. 
Задіяний у таких біологічних процесах, як транскрипція, регуляція транскрипції, диференціація клітин, нейрогенез, альтернативний сплайсинг. 
Білок має сайт для зв'язування з іонами металів, іоном цинку, ДНК. 
Локалізований у ядрі.